# 葛兆光
葛 兆光（かつ ちょうこう、コー チャオコワン、拼音: Gě Zhàoguāng、1950年 - ）は、中華人民共和国出身の歴史学者。専門は東アジア・中国の思想史、文化史、宗教史。

## 経歴
1950年、上海市で生まれた（原籍は福建省）。1960年、貴州省の山村に下放。貴州省の凱里第一中学で学び、1978年に卒業後、北京大学中文系古典文献専業に入学した。卒業後は同大学大学院中国古典文献学専攻に進み、修了。
卒業後は、揚州師範大学歴史系教授となった。以後、東京大学・京都大学・ハーバード大学・プリンストン大学・シカゴ大学などで研究に従事。清華大学歴史系教授、復旦大学文史研究院院長、復旦大学歴史系特聘資深教授を歴任。国際的に活動。

## 受賞
- 1988年 - 第1回 中國圖書獎
- 2000年 - 第1回 長江讀書獎
- 2009年 - 米国 第1回 Princeton Global Scholar
- 2014年 - 韓国 第3回 パジュ・ブック・アワード
- 2014年 - 日本 第26回 アジア・太平洋賞
- 2015年 - 香港 第8回 香港書獎
- 2015年 - 第3回 思勉原創獎
- 2017年 - 第7回 吳玉章人文社會科學獎 [7]

## 著作

### 日本語訳のある著作
著書
- 『道教と中国文化』坂出祥伸・大形徹・戸崎哲彦・山本敏雄訳 東方書店 1993年[8]
  - オンデマンド版 2010年[9]
- 『中国再考 その領域・民族・文化』辻康吾監修、永田小絵訳 岩波書店(岩波現代文庫) 2014[10][11]
  - 増補・改題『完本 中国再考 領域・民族・文化』辻康吾 監修・永田小絵 訳 岩波書店(岩波現代文庫) 2021[12]
- 『中国は“中国”なのか 「宅茲中国」のイメージと現実』橋本昭典・佐藤実 訳 東方書店 2021[13]

書籍収録論文
「グローバルヒストリーの潮流の中で各国史にまだ意義はあるのか」『グローバルヒストリーと東アジア史』羽田正編 東京大学出版会 2016